# 古应芬墓
古应芬墓，位于广东省广州市白云区同和街道东坑（天健装饰城内），建于1931年，为古应芬墓葬。2002年7月公布为广州市文物保护单位。
原建于1931年，墓园规模恢弘，占地2700多平方米。1951年，墓园大部分被劳动教养所侵占，此后墓穴甚至被盗。1987年，在古应芬之子古滂力争下，广州市政府重修了古应芬墓，并将其作为广州市文物保护单位。
墓园由守墓石狮、墓道、门楼、半球形墓冢、墓志碑等组成。墓志碑额篆刻“国民政府委员古公之墓”，碑文由胡汉民撰，碑后刻有“中华民国二十年十一月国民政府监建”等字。